# Yucca faxoniana
Yucca faxoniana är en sparrisväxtart som beskrevs av Charles Sprague Sargent. Yucca faxoniana ingår i släktet palmliljor, och familjen sparrisväxter. Inga underarter finns listade i Catalogue of Life.

## Bildgalleri

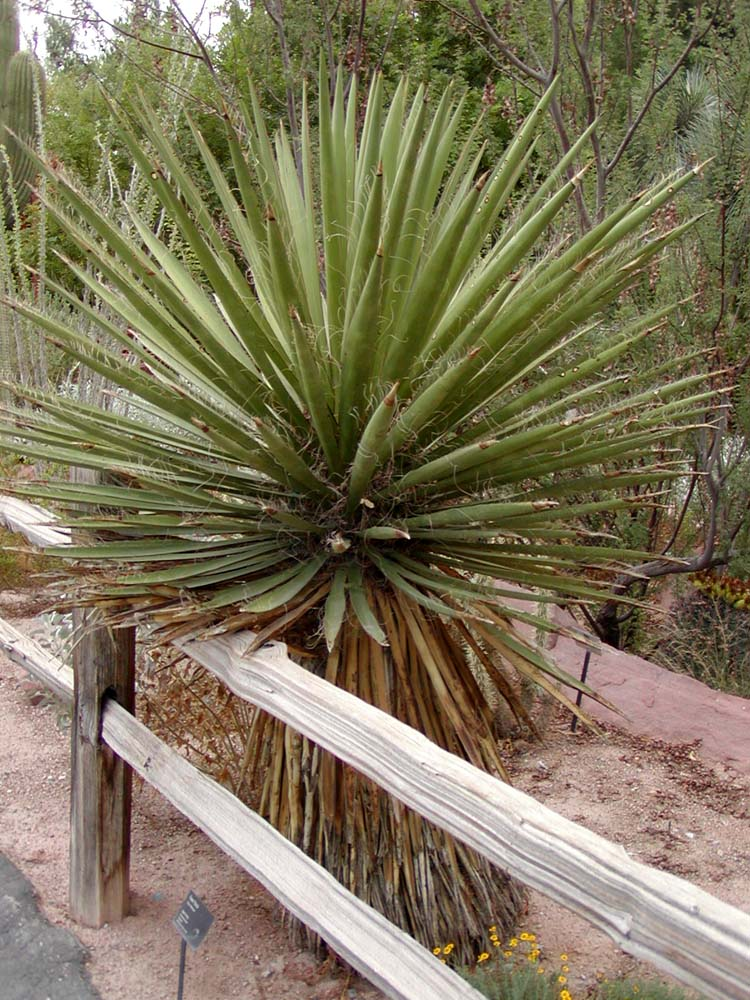
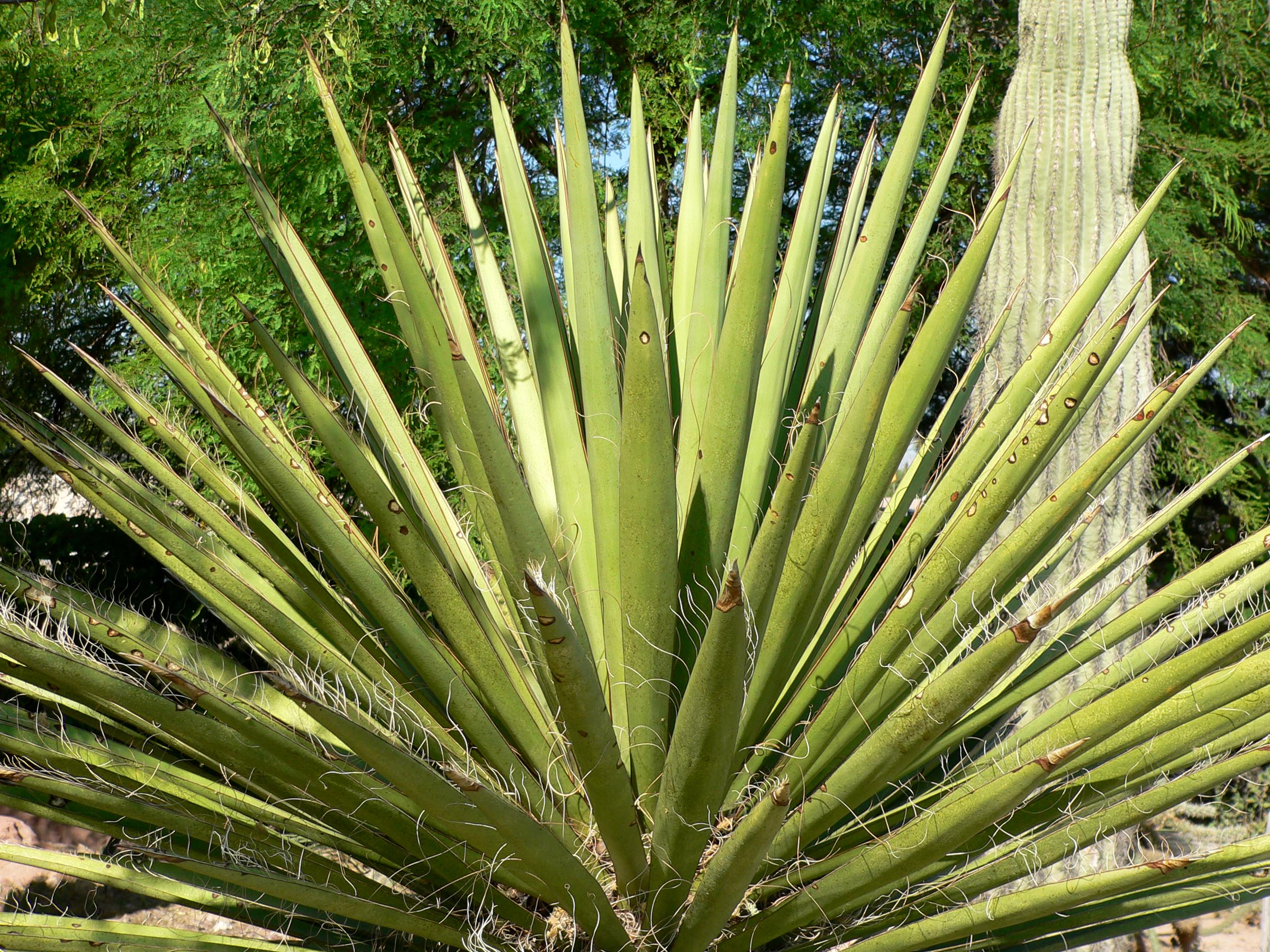
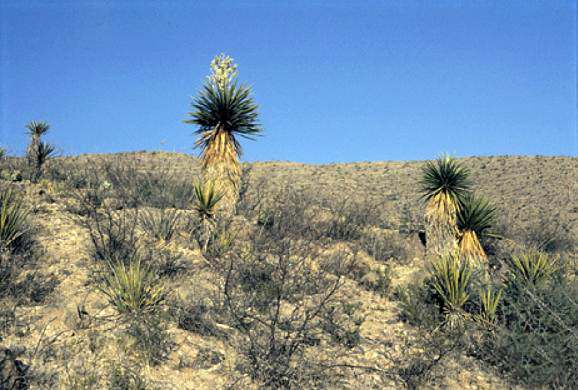
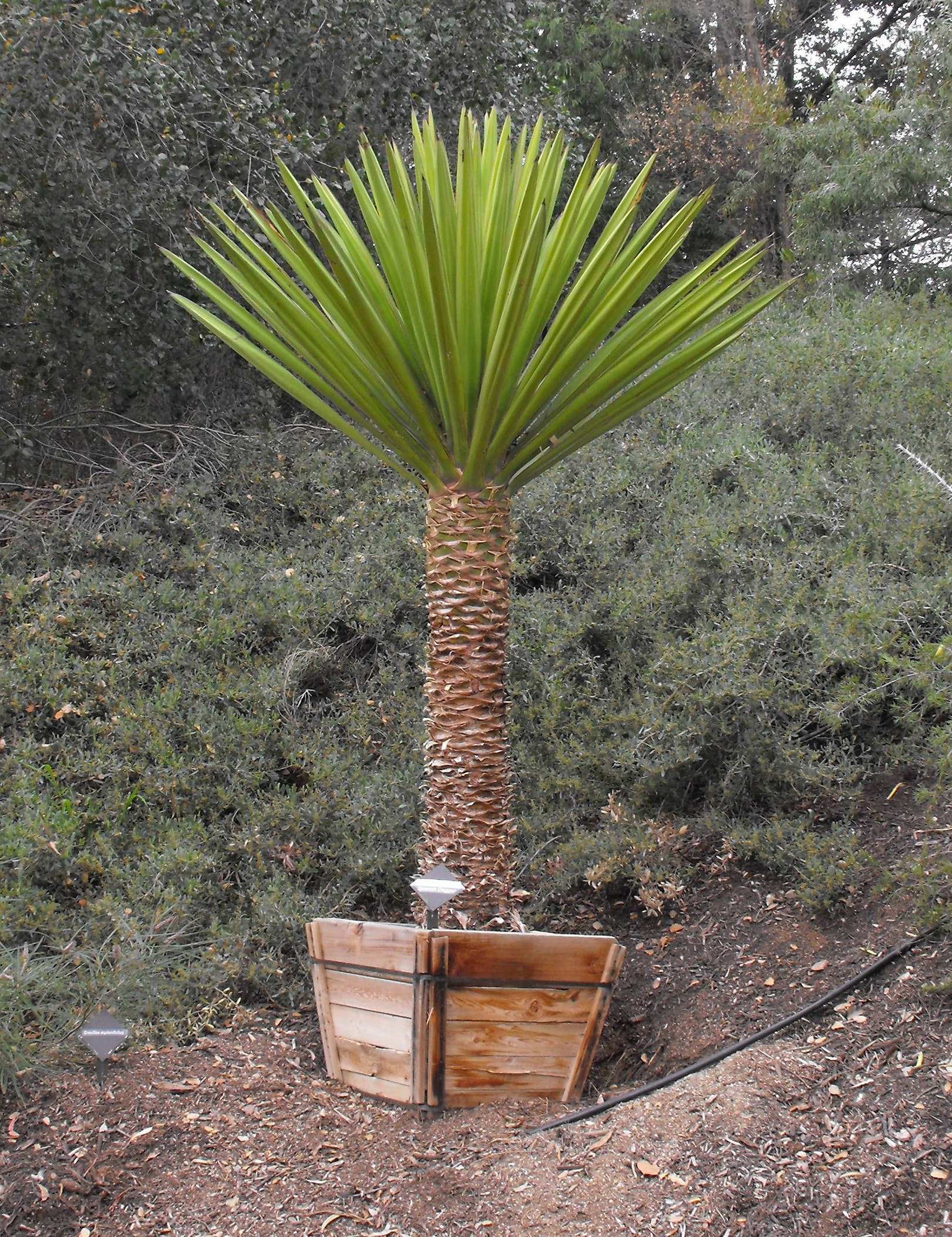
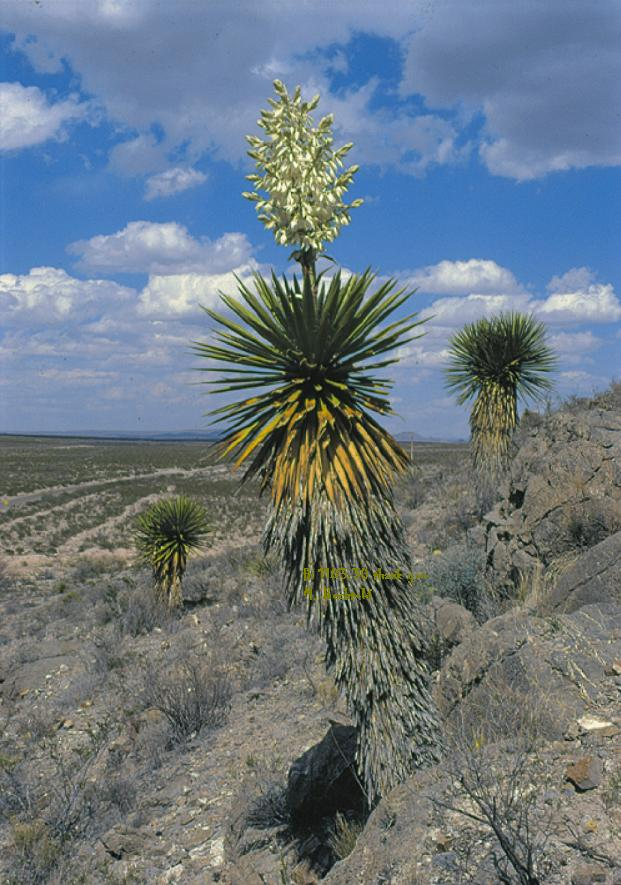